# پایاب (معماری)
پایاب‌ در معماری بخشی از سازه است که برای دسترسی آسان ساکنان به آب کاریز (قنات) ساخته می‌شده‌است. از آنجا که معمولاً قنات‌ها کم و بیش با فاصله از زیر خانه‌ها می‌گذشتند ازینرو ساخت پایاب جز به ساختن دالانی که با پلکانی چند تا چند گزی زمین جایی که قنات در دهلیزی روان بود به پایین می‌رفت شدنی نبود. این دالان پلکانی بسته به فاصله دهلیز قنات تا سطح خانه گاه می‌توانست بسیار طولانی باشد. همانند آنچه در پایاب و آسیاب قنات زارچ در یزد می‌بینیم.

## ویژگی‌ها
دیوارها یا پایه‌های پایاب را با سنگ و آهک یا آجر وآهک می‌ساخته‌اند. پاره‌ای از پایاب‌ها دارای تاق، درگاه، پنجره و دیوارهایی آراسته به کاشی بوده‌اند. حتی برخی از آن‌ها کتیبه‌ای هم داشته که نام بنیانگذار پایاب بر آن نقش بسته بوده‌است (در میان مسجد پایابی حفر کرد و به خشت و کاشی مزین گردانید و پنجره‌هایی آهنین بر سر پایاب ساز کرد) یا (کتابه کاشی تراشیده بر درگاه پایاب نصب نمود) همچنین در پایاب‌ها جایی برای شست و شوی جامه و غیره وجود داشته‌است، که در گویه مردم کاشان به آن سی پک می‌گفته‌اند. آن چنان‌که عبدالرحیم کلانتر ضرابی نویسندهتاریخ کاشان نوشته‌است (پله‌های زمینی حفر کرده‌اند به مجرای قنات رسانیده‌اند و در آنجا حوضخانه کنده و با آجر و آهک ساخته‌اند و برای رخت شویی زنان در زمستان. چه که آب‌های قناتی به مقتضای طبیعت از زمستان گرم است و هر یک از آن سی پک‌ها، شصت، هفتاد پله می‌خورد)
در تهران به سی پک پاکنهگفته می‌شده، چنان‌که جناب ایرج افشار یزدی دربارهٔ آن آورده‌است:(پایاب اصطلاحی است که برای راهروی که به قنوات کنده می‌شد. از آنجا آب بر می داشند و ظرف می‌شستند. در تهران به آن پا کنه می‌گفته‌اند) در شهرهای گرم وکویری پایاب کاربرد دیگری هم داشته‌است؛ (پایاب‌های خانگی فضایی جهت استفاده تابستان پیش‌بینی شده‌است و سا کنین خانه، روزهای تابستان از گرما بدان پناه می‌بردند)